# François-Marie Treyve
Pour les articles homonymes, voir Treyve.
François-Marie Treyve (1847-1906) est un architecte paysagiste français, originaire de Trévoux (Ain) et actif dans l'Allier.

## Biographie
François-Marie Treyve, né à Trévoux en 1847, est le fils de François Treyve, horticulteur à Trévoux, et de Marie Claudine Julie Laurent.
En 1870-1871, il combat dans l'armée de la Loire avec le grade de sous-lieutenant. Le 12 mai 1872, il épouse à Yzeure Antoinette Marie (1853-1900).
C'est de Joseph Marie, son beau-père, qu'il reçoit sa formation d'horticulteur. Il sera nommé inspecteur des Parcs et Jardins de la Compagnie fermière des eaux de Vichy dans les années 1880. En 1881, il prend la succession de son beau-père à Moulins et crée les Établissements Treyve-Marie. Il a transformé le vieux parc de Vichy et créé celui des Célestins. Il est l'auteur de nombreux parc privés dans toute la région Auvergne. Appelé à la cour de Russie en 1891, il sera chargé de missions horticoles jusqu'en 1896, et publie en 1894 Un voyage horticole au Caucase.
Il a été secrétaire général de la Société d'horticulture de l'Allier pendant 25 ans et officier du mérite agricole.
Deux de ses fils, François (1874-1946) et Joseph (1876-1946), s'associent après sa mort pour continuer son œuvre. L'entreprise qu'il a créée est restée, sous divers noms, entre les mains de ses descendants jusqu'en 1993, date où elle est cédée par Philippe Treyve, petit-fils de Joseph.